# Sagamu
Shagamu – miasto w południowo-zachodniej Nigerii, w stanie Ogun, na nizinie nadbrzeżnej, na północ od Lagos. Leży wzdłuż rzeki Ibu pomiędzy Lagos i Ibadan. Około 215 tys. mieszkańców.